# Dominic Raiola
Dominic Raiola (* 30. Dezember 1978 in Honolulu, Hawaii) ist ein ehemaliger US-amerikanischer American-Football-Spieler auf der Position des Centers. Er spielte für die Detroit Lions in der National Football League (NFL).

## Frühe Jahre
Raiola ging auf die Highschool in seiner Geburtsstadt Honolulu. Später besuchte er die University of Nebraska, wo er für das Collegefootballteam auf der Position des Centers spielte. Nach der Collegesaison 2000 erhielt er die Rimington Trophy.

## NFL
Raiola wurde im NFL Draft 2001 in der zweiten Runde an 50. Stelle von den Detroit Lions ausgewählt. In seiner ersten NFL-Saison wurde er als Backup-Center eingesetzt. Schon eine Saison darauf wurde er zum startenden Center ernannt. Er war Teil der Offensive Line, welche einen Franchise-Rekord für die Lions aufstellte (20 zugelassene Sacks in einer Saison). In der Saison 2003 musste er in den Special Teams aushelfen, da sich der eigentliche Long Snapper der Lions Bradford Banta verletzt hatte. Auch in der darauffolgenden Saison wurde er als Long Snapper eingesetzt, nachdem sich Jody Littleton, der eigentliche Long Snapper, verletzt hatte.
Nachdem den Lions in der Saison 2008 kein Sieg in 16 Spielen gelangen unterschrieb Raiola am 26. Juni 2009 einen Vertrag über 20 Millionen Dollar bei den Lions.
Im Dezember 2014 wurde er auf Grund einer Tätlichkeit gegenüber Defensive Tackle Ego Ferguson von den Chicago Bears für ein Spiel von der NFL gesperrt.
Im Laufe der Saison 2014 wurde Raiola der erste Spieler der Detroit Lions, welcher über 200 Spiele für das Franchise absolvierte. Er beendete seine Karriere nach der Saison mit 219 absolvierten Spielen für die Lions.

## Trainerkarriere
In der Saison 2016 wurde Raiola von den Detroit Lions als strength and conditioning assistant Coach eingestellt.

## Persönliches
Dominics jüngerer Bruder Donovan spielte für die Tampa Bay Buccaneers als Center. Außerdem hat er noch eine jüngere Schwester Wendy.